# Лист з БАМу
«Лист з БАМу» («წერილები ბამიდან») — радянський художній фільм 1980 року, знятий режисером Темуром Палавандішвілі на кіностудії «Грузія-фільм».

## Сюжет
Про участь людей різних національностей у будівництві Байкало-Амурської магістралі. На західній ділянці БАМу підіймається селище Нія Грузинська. Тут мешкають посланці сонячного краю, панує дух Грузії. Головний герой — Датіко, до нього тягнуться усі мешканці селища.

## У ролях
- Гія Абесалашвілі — Датіко Міндадзе
- Лілі Хуріті — Кетіно
- Анзор Двалішвілі — Гіві
- Джемал Кахніашвілі — Гайоз
- С. Лілуашвілі — Серго
- Гурам Лордкіпанідзе — Тамаз
- Г. Чокурі — Лері
- Б. Ломідзе — роль другого плану
- К. Берікашвілі — роль другого плану
- І. Гіоргадзе — роль другого плану
- М. Капанадзе — роль другого плану
- Василь Кікнадзе — роль другого плану
- Г. Кікнадзе — роль другого плану
- А. Куртанідзе — роль другого плану
- Костянтин Патарая — роль другого плану
- Б. Прєснов — роль другого плану
- В. Чокурі — роль другого плану
- О. Барабадзе — роль другого плану
- Нана Двалішвілі — роль другого плану
- В. Пхакадзе — роль другого плану
- Г. Цкріалашвілі — роль другого плану

## Знімальна група
- Режисер — Темур Палавандішвілі
- Сценаристи — Нукрі Магалашвілі, Аміран Чічінадзе
- Оператор — Лері Мачаїдзе
- Композитор — Яків Бобохідзе
- Художник — Шота Гоголашвілі